# Trompetental

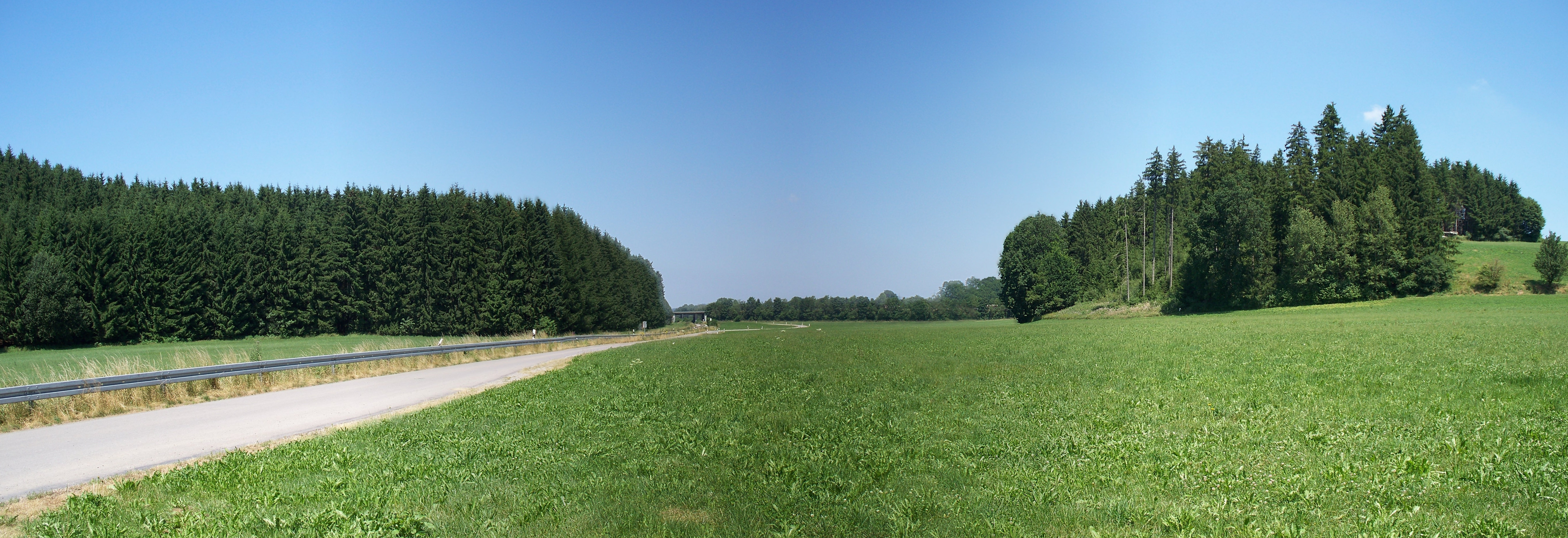
Trompetental bei Bad Grönenbach/Allgäu

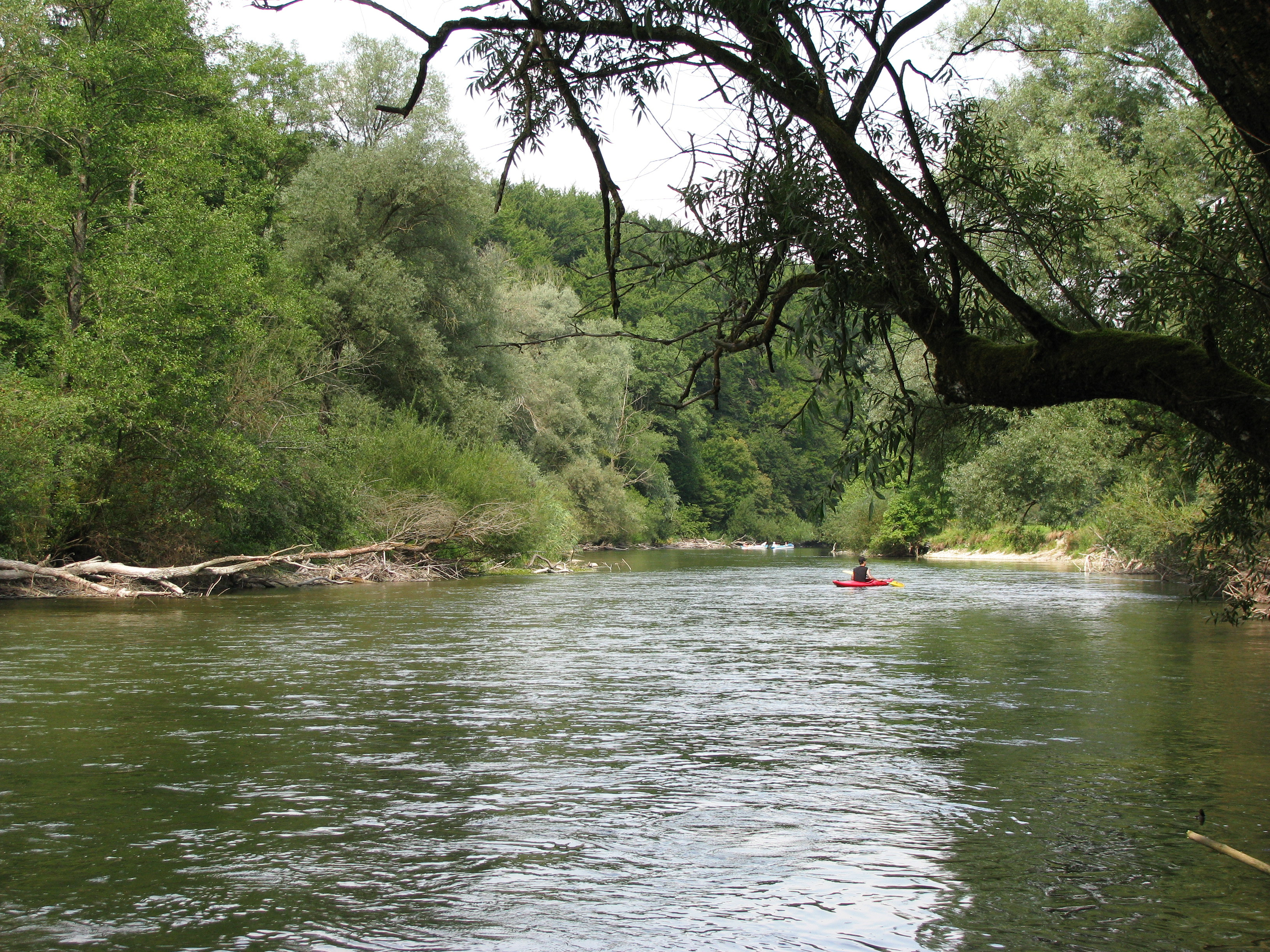
Durchbruch der Amper im Bereich der Würm-Endmoräne bei Grafrath

Als Trompetental, auch  Trompetentälchen, wird in der Geomorphologie ein trichterförmiges, glaziofluviatiles Tal bezeichnet, das sich mehrphasig durch Erosion in eine Schotterebene eingeschnitten hat.
Die Entstehung von Trompetentälchen wurde erstmals von Carl Troll im Jahr 1926 beschrieben.
Während des Abschmelzens der Gletscher und dem damit verbundenen Rückzug von der Hauptrandlage bildeten sich zwischen der Gletscherfront und der Endmoräne Eisstauseen. Das Schmelzwasser der Eisstauseen brach örtlich durch die Endmoränenlagen und schnitt sich infolge verstärkter Tiefenerosion in die älteren Schotterterrassen zunächst in schmalen Rinnen sich allmählich nach außen (trompetenförmig) verbreiternd ein. Jedem Rückzugsvorgang kann dabei die entsprechende Schotterterrasse und Endmoränenlage zugeordnet werden. Die jüngeren Schotterebenen schneiden sich dabei terrassenförmig in die früher gebildeten Schotterflächen ein und vertiefen so die Talform, die durch einen breiten Talboden gekennzeichnet ist.
Trompetentäler sind häufig im Bereich der pleistozänen Vorlandvergletscherung im nördlichen Alpenvorland zu finden. Charakteristische Beispiele für derartige glaziofluviatile Talformen sind das Trompetentälchen am Ziegelberg bei Bad Grönenbach, das Isartal beim Durchbruch durch die würmzeitlichen Endmoränen südlich von München, das Würmtal, die Amperschlucht zwischen Grafrath und Schöngeising sowie das Obere Gurktal.